# Ao no hono-o
Ao no hono-o è un film del 2003 diretto da Yukio Ninagawa e tratto dal romanzo Ao no Honoo di Yusuke Kishi.

## Trama
Shuichi Kushimori è uno studente diciassettenne che vive felicemente con la madre e la sorella. Un giorno Sone, il suo patrigno misteriosamente scomparso tempo prima, fa ritorno a casa.
Sone inizia ben presto a fare abuso di alcool e a molestare sia l'ex moglie che la figliastra. Shuichi decide di prendere in mano la situazione ed uccide il patrigno. L'autopsia rivela che l'uomo è morto per cause naturali e il caso viene così archiviato.
Ma l'arma del delitto scompare dal nascondiglio e ben presto il giovane assassino è sommerso da dubbi, paura e ansia.